# جوليا هيرون
جوليا هيرون (بالإنجليزية: Julia Heron)‏ هي مصممة الإنتاج أمريكية، ولدت في 21 نوفمبر 1897 في مونتانا في الولايات المتحدة، وتوفيت في 9 أبريل 1977 في لوس أنجلوس في الولايات المتحدة.

## وصلات خارجية
- جوليا هيرون على موقع IMDb (الإنجليزية)
- جوليا هيرون على موقع أول موفي (الإنجليزية)
- جوليا هيرون على موقع قاعدة بيانات الفيلم (الإنجليزية)